# رندالف (پنسیلوانیا)
رندالف (به انگلیسی: Randolph) یک منطقهٔ مسکونی در ایالات متحده آمریکا است که در شهرستان سامرست، پنسیلوانیا واقع شده‌است. رندالف ۵۷۶٫۹۹ متر بالاتر از سطح دریا واقع شده‌است.